# Thermodesulfobacteria
Die Thermodesulfobacteria sind eine Klasse anaerober, thermophiler und gramnegativer Bakterien.
Innerhalb dieser Klasse gibt es eine einzige Ordnung, Thermodesulfobacteriales.
Typusgattung ist Thermodesulfobacterium in der Familie Thermodesulfobacteriaceae.
Die Klasse Thermodesulfobacteria ist Mitglied des Phylums Thermodesulfobacteriota alias Desulfobacterota, für das 2001 bis 2021 ebenfalls die Bezeichnung Thermodesulfobacteria (Garrity & Holt 2021) sensu lato gebräuchlich war.
Die Bakterienzellen der Thermodesulfobacteria sind in der Regel bacillusförmig (stäbchenförmige „Bazillen“).

## Systematik
Es gibt einzige Ordnung der Klasse Thermodesulfobacteria, nämlich Thermodesulfobacteriales. Bezüglich der Aufteilung dieser Ordnung in Familien besteht aber noch keine Einigkeit. Eine Konsens-Taxonomie der Klasse benutzt folgende Quellen (Stand 28. Dezember 2023):
- L – LPSN (List of Prokaryotic names with Standing in Nomenclature)[1]
- N – NCBI (National Center for Biotechnology Information)[2]
- G – GTDB (Genome Taxonomy Database)[3]

Synonyme und abweichende Schreibweisen sind in eckigen Klammern angegeben:
Phylum Thermodesulfobacteriota Garrity & Holt 2021(N)
Phylum [„Thermodesulfobacteraeota“  Oren et al. 2015,(N) Desulfobacterota Waite et al. 2023(N)]
- Klasse Thermodesulfobacteria Hatchikian et al. 2002(N,L,G)
Klasse [„Thermodesulfobacteriia“ Cavalier-Smith 2020,(L) Thermodesulfobacterium group]
  - Ordnung Thermodesulfobacteriales Hatchikian et al. 2002(N,L,G)
    - Familie Thermodesulfobacteriaceae Hatchikian et al. 2002(L,N)
Familie [Thermodesulfatatoraceae Waite et al. 2020(L)]
      - Gattung Caldimicrobium Miroshnichenko et al. 2009(L,N)
        - Spezies Caldimicrobium rimae Miroshnichenko et al. 2009(L,N) (Typus)(L)
        - Spezies Caldimicrobium thiodismutans Kojima et al. 2016(L,N)
        - Spezies „Caldimicrobium sp002441555“(G)
Spezies [„Thermodesulfobacteriaceae bacterium UBA6232“(N)]
– in der NCBI-Taxonomie zu Thermodesulfobacteriaceae ohne Gattungszuordnung
          - Referenzstamm: UBA6232(N,G)

      - Gattung „Geothermobacterium“ Kashefi et al. 2002(L,N)
        - Spezies „Geothermobacterium ferrireducens“ Kashefi et al. 2002(L,N) (Typus)(L)

      - Gattung Thermodesulfobacterium Zeikus et al. 1995(L,N)
        - Spezies Thermodesulfobacterium commune Zeikus et al. 1995(L,N) (Typus)(L)
        - Spezies „Thermodesulfobacterium geofontis“ Hamilton-Brehm et al. 2013(L,N)
        - Spezies Thermodesulfobacterium hveragerdense Sonne-Hansen & Ahring 2000(L,N)
        - Spezies Thermodesulfobacterium hydrogeniphilum Jeanthon et al. 2002(L,N)
        - Spezies „Candidatus Thermodesulfobacterium syntrophicum“ Zehnle et al. 2023(L,N)
        - Spezies Thermodesulfobacterium thermophilum (Rozanova & Khudyakova 1974) Rozanova & Pivovarova 1995(L,N) 
Spezies Thermodesulfobacterium mobile (Rozanova & Khudyakova 1974) Rozanova & Pivovarova 1991,(L,N)
Spezies [Desulfovibrio thermophilus Rozanova & Khudyakova 1974(L,N)]

      - Gattung Thermosulfurimonas Slobodkin et al. 2012(L,N)
        - Spezies Thermosulfurimonas dismutans Slobodkin et al. 2012(L,N) (Typus)(L)
        - Spezies Thermosulfurimonas marina Frolova et al. 2019(L,N)

    - Familie „ST65“(G) – provisorische Bezeichnung
– in der NCBI-Taxonomie zu Thermodesulfobacteriaceae
      - Gattung Thermosulfuriphilus Slobodkina et al. 2017(L,N,G)
– in der LPSN zu Thermodesulfobacteriota ohne Familien-Zuweisung
        - Spezies Thermosulfuriphilus ammonigenes Slobodkina et al. 2017 (Typus)(L,N,G)
          - Referenzstamm: DSM 102941 alias ST65 oder VKM B-2855;(L,N,G)[A. 1]

    - Familie Thermodesulfatatoraceae Waite et al. 2020(L,N,G)
– in der LPSN ein Synonym von Thermodesulfobacteriaceae
      - Gattung Thermodesulfatator Moussard et al. 2004(L,N,G)
        - Spezies Thermodesulfatator atlanticus Alain et al. 2010(L,N,G)
          - Referenzstamm: DSM 21156(L,N,G) alias AT1325 oder JCM 15391(L)

        - Spezies Thermodesulfatator autotrophicus Lai et al. 2016(L,N,G)
        - Spezies Thermodesulfatator indicus Moussard et al. 2004(L,N,G) (Typus)(L)

      - Gattung Thermodesulfatator_A(G) – provisorische Bezeichnung
        - Spezies „Thermodesulfatator_A atlanticus_A“(G) – provisorische Bezeichnung
          - Referenzstamm: HyVt-533(G)

        - Spezies …(G)

      - Gattung „JAADCO01“(G) – provisorische Bezeichnung
        - Spezies „JAADCO01 sp013154385“(G) – provisorische Bezeichnung
– in der NCBI-Taxonomie nicht näher klassifiziert zu Thermodesulfobacteriota
          - Referenzstamm L_MaxBin.001(N,G) [Thermodesulfobacteriota bacterium isolate L_MaxBin.001[10]]

      - ohne Gattungszuweisung
        - Spezies „Unidentified Thermodesulfobacterium group OPB45“(N)
        - Spezies „Unidentified Thermodesulfobacterium group OPS7“(N)
        - Spezies „Unidentified Thermodesulfobacterium group OPT4“(N)
        - Spezies „Unidentified Thermodesulfobacterium group OPT53“(N)

    - ohne Familienzuweisung
      - ohne Gattungszuweisung
        - Spezies „Thermodesulfobacteriales bacterium T2R3“(N)

## Phylogenie
Das folgende Kladogramm stellt basiert auf der 16S rRNA nach dem All-Species Living Tree Project (LTP), Stand LTP 106.
|  | T. atlanticus         |
|  |                       |
|  | T. indicus (Typusart) |
|  |                       |

|  | T. commune (Typusart)                                                |
|  |                                                                      |
|  | \| \| T. hveragerdense \| \| \| \| \| \| T. thermophilum \| \| \| \| |
|  |                                                                      |
|  | T. hveragerdense                                                     |
|  |                                                                      |
|  | T. thermophilum                                                      |
|  |                                                                      |

|  | T. hveragerdense |
|  |                  |
|  | T. thermophilum  |
|  |                  |

|  | T. commune (Typusart)                                                |
|  |                                                                      |
|  | \| \| T. hveragerdense \| \| \| \| \| \| T. thermophilum \| \| \| \| |
|  |                                                                      |
|  | T. hveragerdense                                                     |
|  |                                                                      |
|  | T. thermophilum                                                      |
|  |                                                                      |

|  | T. hveragerdense |
|  |                  |
|  | T. thermophilum  |
|  |                  |

|  | T. commune (Typusart)                                                |
|  |                                                                      |
|  | \| \| T. hveragerdense \| \| \| \| \| \| T. thermophilum \| \| \| \| |
|  |                                                                      |
|  | T. hveragerdense                                                     |
|  |                                                                      |
|  | T. thermophilum                                                      |
|  |                                                                      |

|  | T. hveragerdense |
|  |                  |
|  | T. thermophilum  |
|  |                  |

|  | T. commune (Typusart)                                                |
|  |                                                                      |
|  | \| \| T. hveragerdense \| \| \| \| \| \| T. thermophilum \| \| \| \| |
|  |                                                                      |
|  | T. hveragerdense                                                     |
|  |                                                                      |
|  | T. thermophilum                                                      |
|  |                                                                      |

|  | T. hveragerdense |
|  |                  |
|  | T. thermophilum  |
|  |                  |

|  | T. atlanticus         |
|  |                       |
|  | T. indicus (Typusart) |
|  |                       |

|  | T. commune (Typusart)                                                |
|  |                                                                      |
|  | \| \| T. hveragerdense \| \| \| \| \| \| T. thermophilum \| \| \| \| |
|  |                                                                      |
|  | T. hveragerdense                                                     |
|  |                                                                      |
|  | T. thermophilum                                                      |
|  |                                                                      |

|  | T. hveragerdense |
|  |                  |
|  | T. thermophilum  |
|  |                  |

|  | T. commune (Typusart)                                                |
|  |                                                                      |
|  | \| \| T. hveragerdense \| \| \| \| \| \| T. thermophilum \| \| \| \| |
|  |                                                                      |
|  | T. hveragerdense                                                     |
|  |                                                                      |
|  | T. thermophilum                                                      |
|  |                                                                      |

|  | T. hveragerdense |
|  |                  |
|  | T. thermophilum  |
|  |                  |

|  | T. commune (Typusart)                                                |
|  |                                                                      |
|  | \| \| T. hveragerdense \| \| \| \| \| \| T. thermophilum \| \| \| \| |
|  |                                                                      |
|  | T. hveragerdense                                                     |
|  |                                                                      |
|  | T. thermophilum                                                      |
|  |                                                                      |

|  | T. hveragerdense |
|  |                  |
|  | T. thermophilum  |
|  |                  |

|  | T. commune (Typusart)                                                |
|  |                                                                      |
|  | \| \| T. hveragerdense \| \| \| \| \| \| T. thermophilum \| \| \| \| |
|  |                                                                      |
|  | T. hveragerdense                                                     |
|  |                                                                      |
|  | T. thermophilum                                                      |
|  |                                                                      |

|  | T. hveragerdense |
|  |                  |
|  | T. thermophilum  |
|  |                  |